# システイン代謝
システイン代謝（システインたいしゃ、Cysteine metabolism）とは、システインを消費、生成する生物学的過程である。

## ヒトのシステイン代謝
ヒトのシステイン代謝では、L-システインが下記の様ないくつかの経路で消費される。またL-システインは、メチオニン代謝、グルタチオン代謝、パントテン酸/補酵素A生合成の際にも消費される。
| 酵素                         | → | 生成物                                       |
| ---------------------------- | - | -------------------------------------------- |
| システインジオキシゲナーゼ   | → | 3-スルホ-L-アラニン (システインスルフィン酸) |
| アミノ酸ラセマーゼ           | → | D-システイン                                 |
| システインリアーゼ           | → | L-システイン酸                               |
| システイン-tRNAリガーゼ      | → | L-システイニル-tRNACys                       |
| シスチンレダクターゼ         | → | L-シスチン                                   |
| システイントランスアミナーゼ | → | 3-メルカプトピルビン酸                       |

L-システインはいくつかの経路の生成物としても表れる。下記の反応の他に、L-システインはグリシン、セリン、トレオニン代謝の生成物である。
| 基質                   | → | 酵素                                        |
| ---------------------- | - | ------------------------------------------- |
| O-アセチルセリン       | → | システインシンターゼ                        |
| L-シスチン             | → | グルタチオン-シスチントランスヒドロゲナーゼ |
| ピルビン酸             | → | シスタチオニン ガンマ-リアーゼ              |
| 3-メルカプトピルビン酸 | → | システイントランスアミナーゼ                |